# Liste des canaux sans écluse de Finlande
Cet article liste les canaux sans écluse des eaux intérieures ou côtières de Finlande.

## Liste des canaux sans écluse
| Canal                            | Lieu                         | Bassin de drainage    | Itinéraire                        | Reliant                            | Réf.  |
| -------------------------------- | ---------------------------- | --------------------- | --------------------------------- | ---------------------------------- | ----- |
| Canal d'Alajärvi                 | 62° 18,494′ N, 27° 54,952′ E | Vuoksi                | Voie navigable de Leppävirta      | Unnukka                            |       |
| Canal d'Apia (fi)                | 61° 16,332′ N, 24° 02,82′ E  | Kokemäenjoki          | Längelmäveden reitti              | Mallasvesi                         | [ 1 ] |
| Canal d'Haponlahti (fi)          | 62° 05,887′ N, 28° 39,712′ E | Vuoksi                | Voie navigable de Pielinen        | Haukivesi–Joutenvesi               |       |
| Canal d'Hevossalmi               | 60° 09,476′ N, 25° 02,965′ E | Golfe de Finlande     | Helsinki                          | Kruunuvuorenselkä-Sipoonselkä      |       |
| Canal de Jomalsund (fi)          | 60° 23,707′ N, 26° 25,102′ E | Golfe de Finlande     | Loviisa, Archipel de Pyhtää       | Orrengrundfjärden–Abborfjärden     |       |
| Canal de Jomalvik (fi)           | 59° 56,227′ N, 23° 28,737′ E | Golfe de Finlande     | Ekenäs                            | Grobbfjärden–Båssafjärden          |       |
| Canal de Kaavinkoski             | 62° 53,34′ N, 28° 37,981′ E  | Vuoksi                | Voie navigable de Juojärvi        | Juojärvi–Kaavinjärvi               |       |
| Canal de Kaivanto (fi)           | 61° 25,221′ N, 24° 08,497′ E | Kokemäenjoki          | Längelmäveden reitti              | Roine–Längelmävesi                 |       |
| Canal de Kaivannonsalmi (fi)     | 61° 25,51′ N, 23° 30,262′ E  | Kokemäenjoki          | Vanajan reitti                    | Sorvanselkä–Saviselkä              |       |
| Canal de Katajanokka             | 60° 10,116′ N, 24° 57,501′ E | Golfe de Finlande     | Helsinki                          | Port sud d'Helsinki - Port nord    |       |
| Canal de Kauttu (fi)             | 61° 57,321′ N, 24° 06,44′ E  | Kokemäenjoki          | Näsijärven reitti                 | Ruovesi                            |       |
| Canal de Keilankanta (fi)        | 62° 51,057′ N, 27° 41,898′ E | Vuoksi                | Kuopio                            | Kallavesi                          |       |
| Canal de Kellosalmi (fi)         | 61° 42′ 40″ N, 27° 01′ 37″ E | Kymijoki              | Voie de Mäntyharju                | Puula                              |       |
| Canal de Kihlovirta (fi)         | 63° 34,195′ N, 27° 01,09′ E  | Vuoksi                | Iisalmen reitti                   | Porovesi–Haapajärvi                |       |
| Canal de Kirkkotaipale (fi)      | 61° 27,535′ N, 27° 30,197′ E | Vuoksi                | Mikkelin väylä                    | Yövesi–Louhivesi                   |       |
| Canal de Kortekannas             | 62° 34,559′ N, 28° 30,556′ E | Vuoksi                | Voie navigable d'Heinävesi        | Varisvesi–Suvasvesi                |       |
| Canal de Kortesalmi (fi)         | 62° 53,749′ N, 27° 50,468′ E | Vuoksi                | Kuopio, Siilinjärvi               | Kallavesi                          |       |
| Canal de Kukonharju (fi)         | 61° 29,524′ N, 28° 31,524′ E | Vuoksi                | Canaux militaires de Suvorov (fi) | Hekinluodonselkä–Majalahdenselkä   |       |
| Canal de Kuttakoski              | 62° 51,837′ N, 27° 02,495′ E | Kymijoki              | Voie navigable de Rautalampi (fi) | Virmasvesi–Kuttajärvi              |       |
| Canal de Kutvele (fi)            | 61° 19,6′ N, 28° 20,827′ E   | Vuoksi                | Saimaa                            | Saimaa                             |       |
| Canal de Käyhkää (fi)            | 61° 25,452′ N, 28° 31,163′ E | Vuoksi                | Canaux militaires de Suvorov (fi) | Saimaa–Polosselkä                  |       |
| Canal de Laajasalo               | 60° 11,242′ N, 25° 03,525′ E | Golfe de Finlande     | Helsinki                          | Tullisaarenselkä–Helsinki-Est (fi) |       |
| Canal de Lemström (fi)           | 60° 05,803′ N, 20° 00,933′ E | Åland                 | Mariehamn farled                  | Slemmern–Lumparn                   |       |
| Canal de Likasti (fi)            | 61° 41,644′ N, 27° 02,453′ E | Kymijoki              | Voie de Mäntyharju                | Puula                              |       |
| Canal de Listonsalmi (fi)        | 62° 51,858′ N, 26° 03,451′ E | Kymijoki              | Viitasaaren reitti                | Keitele                            |       |
| Canal de Muuraispuro (fi)        | 62° 18,757′ N, 27° 55,24′ E  | Vuoksi                | Voie navigable de Leppävirta      | Unnukka                            |       |
| Canal d'Oravi (fi)               | 62° 06,811′ N, 28° 36,432′ E | Vuoksi                | Voie navigable de Pielinen        | Haukivesi–Joutenvesi               |       |
| Canal de Piensaari (fi)          | 62° 19,357′ N, 27° 56,508′ E | Vuoksi                | Voie navigable de Leppävirta      | Unnukka                            |       |
| Canal de Pitkälänniemi (fi)      | 62° 19,335′ N, 27° 55,408′ E | Vuoksi                | Voie navigable de Leppävirta      | Unnukka                            |       |
| Canal de ussilantaipale (fi)     | 62° 20,809′ N, 27° 53,662′ E | Vuoksi                | Voie navigable de Leppävirta      | Unnukka                            |       |
| Canal de Rahasalmi               | 62° 32,702′ N, 27° 47,011′ E | Vuoksi                | Voie navigable de Leppävirta      | Unnukka                            |       |
| Canal de Rauma (fi)              | 61° 07,63′ N, 21° 30,2′ E    | Raumanjoki Pitkäjärvi | Rauma                             | Centre de Rauma - Port de Rauma    |       |
| Canal de Ruoholahti              | 60° 09,7′ N, 24° 54,9′ E     | Golfe de Finlande     | Helsinki                          | Hietalahti-Ruoholahti              |       |
| Canal de Siikasalmi (fi)         | 61° 36,838′ N, 27° 17,65′ E  | Vuoksi                | Mikkelin väylä                    | Ukonvesi–Kyyhkylänselkä            |       |
| Canal de Sitkoinleuvansalmi (fi) | 61° 30,227′ N, 28° 15,729′ E | Vuoksi                | Puumala                           | Mutikonselkä–Tetrinselkä           |       |
| Canal de Strömma (fi)            | 60° 11,264′ N, 22° 52,106′ E | Golfe de Finlande     | Salon väylä                       | Malmsfjärden–Hummelfjärden         |       |
| Canal de Summa (fi)              | 62° 50,656′ N, 28° 12,401′ E | Vuoksi                | Suvasvesi–Muuruvesi               | Summanlahti–Olkivesi               |       |
| Canal de Säviä (fi)              | 63° 11,913′ N, 26° 40,034′ E | Kymijoki              | Voie navigable de Rautalampi (fi) | Nilakka–Pielavesi                  |       |
| Canal de Säviänvirta (fi)        | 63° 11,83′ N, 26° 40,2′ E    | Kymijoki              | Voie navigable de Rautalampi (fi) | Nilakka–Pielavesi                  |       |
| Canal de Säynätsalmi (fi)        | 62° 43,827′ N, 26° 53,7′ E   | Kymijoki              | Voie navigable de Rautalampi (fi) | Niinivesi–Iisvesi                  |       |
| Canal de Telataipale (fi)        | 61° 39,267′ N, 28° 36,177′ E | Vuoksi                | Canaux militaires de Suvorov (fi) | Lepistönselkä–Pihlajavesi          |       |
| Canal de Tikankaivanto (fi)      | 62° 25,32′ N, 29° 42,328′ E  | Vuoksi                | Voie navigable de Pielinen        | Orivesi–Pyhäselkä                  |       |
| Canal de Varkaantaipale          | 61° 28,896′ N, 27° 29,405′ E | Vuoksi                | Mikkelin väylä                    | Yövesi–Louhivesi                   |       |
| Canal de Vihtakanta (fi)         | 62° 09,263′ N, 29° 13,952′ E | Vuoksi                | Voie navigable de Pielinen        | Pyyvesi–Orivesi                    |       |
| Canal de Visuvesi (fi)           | 62° 07,063′ N, 23° 55,541′ E | Kokemäenjoki          | Näsijärven reitti                 | Tarjanne–Vaskivesi                 |       |
| Canal de Vuolle (fi)             | 61° 27,074′ N, 27° 45,331′ E | Vuoksi                | Mikkelin väylä                    | Saimaa–Louhivesi                   |       |
| Canal de Vuotso (fi)             | 68° 06,225′ N, 27° 07,485′ E | Kemijoki              | Kitinen, Luiro                    | Porttipahta–Lokka                  |       |
| Välikanava (fi)                  | 62° 33,623′ N, 28° 38,981′ E | Vuoksi                | Voie navigable de Juojärvi        | Varisvesi–Juojärvi                 |       |
| Canal de Vääräkoski (fi)         | 62° 23,245′ N, 28° 42,535′ E | Vuoksi                | Voie navigable d'Heinävesi        | Ruokovesi–Kermajärvi               |       |
| Canal de Väätämönsalmi (fi)      | 61° 32,522′ N, 27° 41,684′ E | Vuoksi                | Saimaa                            | Louhivesi–Luonteri                 |       |